# 倪思輝
倪思輝（1583年—17世紀），字韞之，别號實符，徽州府祁門縣人，明朝政治與南明軍事人物。

## 生平
倪思輝是萬曆二十五年举人，三十五年（1607年）進士，獲授南京太常寺博士，泰昌元年升任礼科給事中，調官吏科，服侍經筵並巡視京營。天啟二年（1622年），保母客氏不時出入宮廷，恃寵弄權，他以頒曆上疏：「繼承孝道，應用於慶陵（泰昌帝），不應用於客氏，使得外廷猜疑，開啟近侍干預朝政的舉動。請求皇上收回時常入內奉侍的詔令。」天啟帝憤而貶謫他為福建按察知事，不久再起用為兵科给事中。三年（1623）七月，升大理寺左寺丞，再升大理寺右少卿，六年（1626）正月改任南京通政使，又因為忤逆魏忠賢遭削籍。
崇禎初年，召任倪思輝為刑部左侍郎，十五年（1642年）時轉為南京戶部右侍郎，總督糧儲。當時糧儲政務多弊端，他整理考核後上奏虛報、盜賣、需索、掛欠四個問題，得崇禎帝嘉納，一年後告老歸鄉。到南京淪陷，隆武朝廷在福京陞任他為南京禮部左侍郎，其後事蹟不詳。

## 家族
曾祖倪本誠。祖父倪道建。父倪大有。母胡氏。具庆下。兄思本。

## 引用
1. ↑  《万历三十五年丁未科进士履历便览》：倪思煇，实符，易五房，癸未四月初七日生，祁门人，丁酉乡一百名，会一百四十六名，三甲一百五十一名，大理寺政，授南太常寺博士，甲寅考选，庚申授礼科给事中，辛酉改吏科，本年巡视京营，壬戌降付建按察司知事，癸亥补兵科给事中，本年升大理寺左寺丞，甲子升右少卿，丙寅升南通政使，丙寅为民。曾祖本诚；祖道建；父大有。
2. 1 2  錢海岳《南明史·卷四十二·列傳第十八》：思輝，字實符，祁門人。萬曆三十五年進士。授太嘗博士，轉戶科給事中，調吏科，侍經筵，巡視京營。天啟二年，保母客氏出入宮禁，怙寵竊權，思輝因頒新曆，上疏請上「繼述大孝，用之於慶陵，勿用之於客氏。以啟外廷猜疑之端，開近習干預之習。乞收回嘗時入內奉侍之旨」。上怒，謫福建按察知事，起歷大理太僕少卿、通政使，忤魏忠賢削籍。
3. ↑  錢海岳《南明史·卷四十二·列傳第十八》：（南京亡，福京擢）倪思輝（南京禮部）左侍郎……崇禎初，召刑部左侍郎。十五年，出為南京戶部右侍郎，總督糧儲。時儲政多弊，思輝綜理精覈，條陳虛報、盜賣、需索、挂欠四事，上嘉納之。逾年告歸。
4. ↑  龚延明主编. . 宁波: 宁波出版社. 2016. ISBN 978-7-5526-2320-8. 《天一閣藏明代科舉錄選刊.登科錄》之《萬曆三十五年丁未科進士登科録》